# Ruiny kościoła św. Wacława w Nowej Cerekwi
Ruiny kościoła świętego Wacława – pozostałości kościoła cmentarnego znajdujące się we wsi Nowa Cerekwia, w powiecie głubczyckim, w województwie opolskim.

## Historia
Obecna świątynia została zbudowana w 1688 roku i ufundowana przez Waleriana z Wrbna, na miejscu poprzedniej drewnianej. W 1858 roku została odnowiona i częściowo przebudowana. Podczas działań wojennych w 1945 roku została zniszczona.

## Architektura
Budowla jest orientowana, murowana, wzniesiona z kamienia i cegły i otynkowana. Prezbiterium świątyni jest dwuprzęsłowe, zamknięte ścianą prostą, przy nim od strony północnej znajduje się zakrystia. Nawa jest szersza, posiada plan prostokąta, od strony zachodniej jest umieszczona kwadratowa wieża. Pod prezbiterium znajduje się krypta. Prezbiterium jest nakryte sklepieniem kolebkowym o łuku obniżonym z lunetami, być może z XVIII wieku. Zakrystia jest nakryta sklepieniem żaglastym. Nawa pierwotnie była nakryta stropem. Otwór tęczy oraz okna zamknięte są półkoliście. Okna znajdują się we wnękach zamkniętych segmentowo. Wejście jest zamknięte półkoliście, do zakrystii prowadzi nowsze, ostrołukowe. Na zewnątrz korpus i wieżę opinają przypory. W dolnych kondygnacjach wieży są umieszczone okienka strzelnicze, w górnych, o ściętych narożnikach, znajdują się neoromańskie okna bliźnie. Do wyposażenia kościoła należy m.in. płyta nagrobna Wacława Cypriana z Wrbna (zmarłego w 1696 roku), marmurowa, inskrypcyjna, ozdobiona kartuszem herbowym.